# Critério de estabilidade de Jury
No processamento de sinais e teoria de controle, o critério de estabilidade de Jury é um método para determinar a estabilidade de um sistema de tempo discreto linear por meio da análise dos coeficientes de seu polinômio característico . É o análogo de tempo discreto do critério de estabilidade de Routh-Hurwitz . O critério de estabilidade de Jury requer que os polos do sistema estejam localizados dentro do círculo unitário centrado na origem, enquanto o critério de estabilidade de Routh-Hurwitz requer que os polos estejam na metade esquerda do plano complexo. O critério de Jury tem o nome de Eliahu Ibraham Jury. 

## Método
Se o polinômio característico do sistema é dado por 
{\displaystyle f(z)=a_{n}+a_{n-1}z^{1}+a_{n-2}z^{2}+\cdots +a_{1}z^{n-1}+a_{0}z^{n}}
então a tabela é construída da seguinte maneira: 
| linha | z n   | z n-1 | z n-2 | z .   | z 1   | z 0   |
| ----- | ----- | ----- | ----- | ----- | ----- | ----- |
| 1     | a 0   | a 1   | a 2   | . . . | a n-1 | a n   |
| 2     | a n   | a n-1 | a n-2 | . . . | a 1   | a 0   |
| 3     | b 0   | b 1   | . . . | b n-2 | b n-1 |       |
| 4     | b n-1 | b n-2 | . . . | b 1   | b 0   |       |
| 5     | c 0   | c 1   | . . . | c n-2 |       |       |
| 6     | c n-2 | c n-3 | . . . | c 0   |       |       |
| . . . | . . . | . . . | . . . | . . . | . . . | . . . |
| 2n-5  | p 0   | p 1   | p 2   | p3    |       |       |
| 2n-4  | p 3   | p 2   | p 1   | p0    |       |       |
| 2n-3  | q 2   | q 1   | q 0   |       |       |       |

Ou seja, a primeira linha é construída a partir dos coeficientes polinomiais seguindo a mesma ordem do polinômio, e a segunda linha é a primeira linha em ordem reversa e conjugada. 
A terceira linha da tabela é calculada subtraindo {\displaystyle {\frac {a_{n}}{a_{0}}}} vezes a segunda linha da primeira linha e a quarta linha é a terceira linha com os primeiros n elementos invertidos (já que o elemento final é zero). 
{\displaystyle {\begin{aligned}a_{0}\;\;&a_{1}\;\;&\dots \;\;&a_{n-1}\;\;&a_{n}\\a_{n}\;\;&a_{n-1}\;\;&\dots \;\;&a_{1}\;\;&a_{0}\\\left(a_{0}-a_{n}{\frac {a_{n}}{a_{0}}}\right)\;\;&\left(a_{1}-a_{n-1}{\frac {a_{n}}{a_{0}}}\right)\;\;&\dots \;\;&\left(a_{n-1}-a_{1}{\frac {a_{n}}{a_{0}}}\right)\;\;&0\\\left(a_{n-1}-a_{1}{\frac {a_{n}}{a_{0}}}\right)\;\;&\dots \;\;&\left(a_{1}-a_{n-1}{\frac {a_{n}}{a_{0}}}\right)\;\;&\left(a_{0}-a_{n}{\frac {a_{n}}{a_{0}}}\right)\;\;&0\\\end{aligned}}}
A expansão da tabela é continuada dessa maneira até que uma linha contendo apenas um elemento diferente de zero seja alcançada. 
Note o {\displaystyle {\frac {a_{n}}{a_{0}}}} é {\displaystyle a_{n}} para as primeiras duas filas. Então, para a 3ª e 4ª linhas, o coeficiente muda (ou seja, {\displaystyle {\frac {b_{n-1}}{b_{0}}}} ) Isso pode ser visto como o novo polinômio que tem um grau a menos e continua. 

## Teste de estabilidade
E se {\displaystyle {a_{0}}>0} então, para cada valor de {\displaystyle {a_{0}}}, {\displaystyle {b_{0}}}, {\displaystyle {c_{0}}} ... isto é negativo, o polinômio tem uma raiz fora do disco da unidade. O que indica que o sistema é instável o método pode ser interrompido após o primeiro valor negativo ser encontrado durante a verificação de estabilidade. 

## Implementação de amostra
Esse método é muito fácil de implementar usando matrizes dinâmicas em um computador. Também informa se todos os módulos das raízes (complexos e reais) estão dentro do disco unitário. O vetor v contém os coeficientes reais do polinômio original na ordem do grau mais alto para o grau mais baixo. 
```
        
/* vvd is the jury array */

        
vvd
.
push_back
(
v
);
 
// Store the first row

        
reverse
(
v
.
begin
(),
v
.
end
());

        
vvd
.
push_back
(
v
);
 
// Store the second row

        
for
 
(
i
=
2
;;
i
+=
2
)

        
{

            
v
.
clear
();

            
double
 
mult
 
=
 
vvd
[
i
-2
][
vvd
[
i
-2
].
size
()
-1
]
/
vvd
[
i
-2
][
0
];
 
// This is an/a0 as mentioned in the article.

            
for
 
(
j
=
0
;
 
j
<
vvd
[
i
-2
].
size
()
-1
;
 
j
++
)
 
// Take the last 2 rows and compute the next row

                   
v
.
push_back
(
vvd
[
i
-2
][
j
]
 
-
 
vvd
[
i
-1
][
j
]
 
*
 
mult
);

            
vvd
.
push_back
(
v
);

            
reverse
(
v
.
begin
(),
 
v
.
end
());
 
// reverse the next row

            
vvd
.
push_back
(
v
);

            
if
 
(
v
.
size
()
 
==
 
1
)
 
break
;

         
}

         
// Check is done using

         
for
 
(
i
=
0
;
 
i
<
vvd
.
size
();
 
i
+=
2
)

         
{

              
if
 
(
vvd
[
i
][
0
]
<=
0
)
 
break
;

         
}

         
if
 
(
i
 
==
 
vvd
.
size
())

              
"All roots lie inside unit disc "

         
else

              
"no"

```